# Frederik Backaert
Frederik Backaert (Gante, 13 de marzo de 1990) es un ciclista belga que fue profesional entre 2014 y 2021.

## Palmarés
2012 (como amateur)
- 1 etapa de la Vuelta a Lieja

2013 (como amateur)
- 2 etapas de la Vuelta a Lieja

2016
- 1 etapa de la Vuelta a Austria[3]

## Resultados en Grandes Vueltas
Durante su carrera deportiva consiguió los siguientes puestos en las Grandes Vueltas. 
| Carrera | Carrera         | 2014 | 2015 | 2016 | 2017  | 2018 | 2019  | 2020 | 2021 |
| ------- | --------------- | ---- | ---- | ---- | ----- | ---- | ----- | ---- | ---- |
|         | Giro de Italia  | —    | —    | —    | —     | —    | —     | —    | —    |
|         | Tour de Francia | —    | —    | —    | 132.º | —    | 120.º | —    | —    |
|         | Vuelta a España | —    | —    | —    | —     | —    | —     | —    | —    |

—: no participa

Ab.: abandono